# AGM-65 Maverick
L'AGM-65 Maverick è un missile tattico aria-superficie, progettato per il supporto aereo ravvicinato, interdizione e missioni di soppressione delle difese aeree. È in grado di colpire un gran numero di obiettivi tattici, compresi mezzi corazzati, difese aeree, imbarcazioni, mezzi di trasporto, infrastrutture e depositi di carburante. Originariamente progettato per le esigenze dell'USAF, le sue qualità lo hanno fatto adottare anche dall'US Navy e poi da un gran numero di utenti nel mondo.

## Descrizione
Sviluppato come il primo missile tattico fire and forget multiuso, il Maverick ha avuto l'esigenza di essere leggero, compatto, con una potente testata capace, data la precisione, di distruggere ogni obiettivo tattico. Dato che il missile da sostituire era l'AGM-12 Bullpup, radio-guidato ed assai deludente, il nuovo ordigno era molto superiore già nelle specifiche. Con la sua primitiva intelligenza 'artificiale' esso aveva una capacità di discriminazione tra l'ambiente circostante e l'obiettivo designato; il nuovo missile a guida TV dava ai cacciabombardieri una capacità che prima esisteva solo nelle macchine di categoria superiore, con i missili Walleye. I lanciatori utilizzati erano poi disponibili anche in versione tripla, in quanto il peso e l'ingombro non eccedeva quello delle bombe Mk.82.
L'AGM-65 ha due tipi di testate, una HEAT e l'altra semiperforante con spoletta ritardata, che penetra l'obiettivo prima di esplodere. Il sistema di propulsione in entrambi i casi è un razzo a combustibile solido posto dietro la testata.
La prima versione era l'AGM-65A. Esso aveva una potentissima testata a carica cava, HEAT, che aveva un peso 10 volte superiore a quello dei normali missili anticarro. Nondimeno, non pare che fosse particolarmente potente nella penetrazione delle corazze, ma aveva anche un potente effetto esplosivo. Sarebbe stato un ordigno molto efficace nella Guerra del Vietnam, ma fu impiegato in maniera assai marginale, in quanto utilizzato solo dal 1972 con circa 30 lanci. L'anno dopo la HHA ne impiegò almeno una settantina contro obiettivi arabi durante la Guerra del Kippur. Nonostante il missile avesse ottenuto una percentuale di colpi a segno di oltre l'80%, la distanza da cui poteva essere acquisito il bersaglio era troppo ridotta, rendendo così vulnerabile l'aereo lanciatore.
Il successivo modello fu così l'AGM-65B, dotato di zoom ottico per aumentare le distanze di tiro.
L'AGM-65C aveva invece introdotto la guida laser semiattiva, ancora con la stessa testata originale. È stato adottato soprattutto dall'aviazione dei Marines, per il sostegno aerotattico.
L'AGM-65D, sviluppato dal 1977, ha introdotto un nuovo sistema di visione, un sensore IR che permette un impiego notturno e, entro certi limiti, ognitempo. La testata è quella standard, ed è stato adottato dall'USAF.
Un modello migliorato rispetto al "C" è stato l'AGM-65E, sempre con la stessa tecnologia di guida, ma con una testata semiperforante di ben 136 kg di peso (per un totale di circa 280), che lo rendeva una sorta di bomba a razzo.
L'AGM-65F, inizio anni ottanta, con puntamento a infrarosso, è usato soprattutto dalla US Navy; aveva una guida a infrarosso termico e la testata dell'AGM-65E.
L'AGM-65G dei primi anni novanta, ha infine una testata con autoguida radar millimetrica ad alta precisione, con capacità ognitempo, ma non ha avuto molto seguito.
Il missile AGM-65 è stato impiegato in numerosi conflitti negli anni. Oltre che nel conflitto del Kippur, gli israeliani hanno impiegato tali missili nelle numerose operazioni belliche compiute, come l'invasione del Libano meridionale del 1982, dove venne usato soprattutto per distruggere le rampe di lancio dei missili SAM siriani. Gli iraniani lo hanno usato già dal 1976 per la distruzione di una colonna di carri iracheni, durante un incidente di frontiera che fece molto scalpore nell'area del Golfo, confermando le capacità combattive degli iraniani. Nella guerra 1980-1988 è stato ugualmente impiegato, con effetti anche in questo caso micidiali, nonostante fosse ancora il modello "A" originale, di cui gli iraniani acquistarono quasi 3000 esemplari fino al 1979. Tra l'altro, venne usato contro la marina irachena in una battaglia nel novembre 1980, che costò la perdita di gran parte delle unità veloci di tale marina a causa dei missili AGM-65 lanciati dagli F-4. Le 'Osa' irachene erano indifese contro tali missili e l'unica difesa, le cortine fumogene, non vennero impiegate, così i Phantom le distrussero con lanci di AGM-65 in pochi minuti.
L'uso maggiore di tale famiglia di missili è stata quella fatta, specialmente dagli F-16 Falcon, F-15 Eagle e A-10 Thunderbolt durante l'Operazione Desert Storm per attaccare obiettivi, specialmente corazzati; oltre 5000 missili sono stati lanciati in quei 42 giorni di guerra su praticamente ogni tipo di obiettivo tattico. Tali missili potevano essere portati in grappoli di 3 armi sotto ciascuna ala, oppure in rampe singole.
Con un costo di circa 100.000 dollari l'uno, il Maverick è relativamente economico rispetto alla sua efficacia complessiva. Oltretutto richiede solo una modesta interfaccia con l'aereo lanciatore, tanto che anche macchine semplici come il A-10 o l'Orao lo hanno adottato. L'Italia, nonostante questo, lo ha comprato solo negli anni novanta e per i soli AV-8B della Marina, lasciando gli aerei dell'AM, specialmente gli AMX da supporto tattico, privi di un ordigno di grande efficienza complessiva.
Prodotto in oltre 30.000 esemplari solo nei modelli a guida TV, esso è diventato rapidamente il missile tattico più diffuso della categoria a livello mondiale. Il segreto del suo successo è dato dalla compattezza e semplicità del sistema di guida, capace di assicurare una guida indipendente dall'aereo lanciatore, e una leggerezza complessiva data dalla mancanza di specifiche eccessivamente severe su gittate (quella pratica difficilmente supera i 5 km), velocità e peso della testata.
La chiamata radio che viene effettuata dai piloti appartenenti al gruppo NATO dopo un lancio di un AGM-65 Maverick è "Rifle".

## Utilizzatori
Canada
- Canadian Forces Air Command

CF-18 Hornet equipaggiati con la versione G.
 Corea del Sud
- Daehan Minguk Gonggun

A-50
 Grecia
- Hellenic Air Force

F-16 Block 30, F-16 Block 50, F-16 Block 52+
F-4 Phantom II.
 Indonesia
- Tentara Nasional Indonesia Angkatan Udara

F-16A/B Block 15 OCU;
 Iran
- Niru-ye Havayi-ye Artesh-e Jomhuri-ye Eslami-e Iran

 Israele
- Israeli Air Force

F-16 Fighting Falcon
 Italia
- Marina Militare

AV-8B Harrier
 Marocco
- Royal Moroccan Air Force

F-16C Block 52+
Dassault Mirage F1
Northrop F-5 Freedom Fighter
Alpha Jet
 Malaysia
- Tentera Udara Diraja Malaysia

F/A-18D Hornet
BAE Hawk 208
Mikoyan-Gurevich MiG-29N;
 Nuova Zelanda
- Royal New Zealand Air Force

Kaman SH-2G Seasprite
 Paesi Bassi
- Koninklijke Luchtmacht

F-16 MLU.
 Polonia
- Siły Powietrzne

F-16 Block 50/52 Plus;
 Regno Unito
- Royal Air Force

Harrier GR7;
 Portogallo
- Força Aérea Portuguesa

F-16A/B Block 15 OCU
F-16AM/BM MLU;
 Serbia
- Vazduhoplovstvo i PVO Vojske Srbije

Soko J-22 Orao
Soko/Lola Utva G-4M Super Galeb.
 Singapore
- Angkatan Udara Republik Singapura

F-16C/D Block 52;
 Spagna
- Arma Aérea de la Armada

EAV-8B Matador II;
- Ejército del Aire

EF-18
 Stati Uniti
- United States Air Force
- United States Navy

 Svezia
- Svenska Flygvapnet

Saab JAS 39 Gripen
 Thailandia
- Kongthap Akat Thai

F-16A/B Block 15 OCU
 Taiwan
- Chung-Hua Min-Kuo K'ung-Chün

F-16A/B Block 20;
Saab JAS 39 Gripen
 Turchia
- Türk Hava Kuvvetleri

F-16 Block 50/52 Plus;
 Ungheria
- Magyar Légierő

Saab JAS 39 Gripen